# Enki und Nammu
Enki und Nammu (auch Enki und Ninmach) zählt zu den sumerischen Epen und entstand um 2000 v. Chr. Es beinhaltet unter anderem die Erschaffung der Menschheit. Zeitlich ist Enki und Nammu der Erzählung Inanna und der Ḫuluppu-Baum zuzuordnen.

## Die Unzufriedenheit der Götter
In der Zeit, in der die Götter des Himmels geboren wurden und sich die Muttergottheiten auf Himmel und Erde verteilten, gab es niemanden, der die Arbeiten der Götter verrichtete. Die Götter waren hauptsächlich damit beschäftigt, mit den Muttergottheiten Nachkommen zu zeugen. Jedoch nahm die Arbeit dadurch immer mehr zu. So kam es, dass alle Götter in verschiedene Bereiche eingeteilt wurden. Es bildeten sich die Götterklassen: Gebärende Göttinnen, dienende Götter und beaufsichtigende Götter.
Die Anunnaki trieben die Igigi, die den schweren Tragekorb transportieren mussten, immer weiter an. Niemand hatte mehr Zeit, die Nahrung für alle Götter herzustellen. Es war die Zeit, in welcher die Kanäle der Erde ausgehoben wurden.
Enki aber, der Schöpfer aller Götter, lag schlafend im Abzu; einem Ort, aus dem das Wasser des Lebens fließt und den kein anderer Gott kennt. Enki hörte das Klagen aller Götter nicht, sondern schlief unbeeindruckt weiter. Deshalb beauftragten die Götter seine Mutter Nammu, ihm den Bericht der Unzufriedenheit zu überbringen. Zornig machte sich Nammu, die Mutter aller Götter, auf den Weg zu Enki. Sie weckte ihn und sagte:
"Mein Sohn, du liegst nieder und schläfst. Hörst du nicht das Elendsgeschrei der Götter? Götter, die ich eigenhändig geschaffen habe, finden keine Nahrung mehr. Finde Ersatz für die Götter, die mit Tragekörben ihr Dasein fristen. Du hast doch die Fülle der Weisheit und verstehst dich auf jede Kunst."

## Die Entstehung der Menschheit
Enki gehorchte dem Befehl seiner Mutter sofort. Rastlos ging er in seinen heiligen Räumen umher, nichts wollte ihm einfallen. Da schlug er sich aus Wut auf seine Schenkel, von denen durch den heftigen Schlag sich ein Stück Lehm löste. Umsichtig reagierte er sogleich und formte daraus eine unvollständige Figur. Es folgten Arme, Beine und der Kopf. Am Ende lässt Enki seine Weisheit in die Lehmfigur eindringen. Freudig überbrachte Enki die Nachricht seiner Mutter:
"Mutter, die Geschöpfe für die Arbeit habe ich geformt, binde du ihnen nun die Fronarbeit auf, nachdem du das Innere des Lehms über dem Apzu gemischt haben wirst. Möge Ninmaḫ deine Helferin sein und mögen (die Šassuratu) Ninimma, Šuzianna, Ninmada, Ninšara, Ninbara,
Ninmug, Dududuḫ und Erešguna dich bei deinem Gebären mit ihren Diensten unterstützen. Verbinde mit ihnen das Bild der Götter. Du aber versieh die Glieder mit Leben. Oh, meine Mutter, bestimme ihr Geschick; nachdem du ihr Schicksal bestimmt hast, möge Ninmaḫ sie zur Fronarbeit führen."

## Der Wettstreit mit Ninmaḫ
Nachdem so der Mensch zum Dienste für die Götter geschaffen wurde, veranstalteten die Götter ein rauschendes Fest um Enki zu ehren. Ninmaḫ, die Hebamme, die bei der Geburt des Menschen durch Nammu geholfen hatte, prahlte damit, dass sie genauso gut Menschen machen könne wie Enki.
Enki fordert sie daraufhin auf, es zu versuchen, mit dem Hinweis, dass er jeden von ihren Fehlern wieder richten könne. Daraufhin gebiert Ninmaḫ einen Menschen mit zitternden Händen, einen blinden Menschen, einen Menschen mit Klumpfüßen, einen schwachsinnigen Menschen, einen inkontinenten Menschen, eine Frau, die nicht gebären konnte und einen Menschen, der weder richtig Mann noch richtig Frau war.
Enki jedoch machte ihre Gebrechen nicht ungeschehen, sondern gab jedem etwas zu essen und zu trinken und einen besonderen Platz in der Gesellschaft.
Daraufhin schuf nun Enki ein Wesen, indem er eine andere Göttin schwängerte. Es war das Wesen Ummu'ul. Es war missgestaltet und behaart, es konnte weder denken, sehen noch hören. Die Rippen waren verdreht, die Organe krank, das Herz war krank, seine Hände und Beine lahm und das Rückgrat krumm.
Ninmaḫ wusste nicht, was sie mit diesem Wesen machen sollte. Sie versuchte ihm Essen zu geben, es konnte aber nicht essen, sie versuchte ihm trinken zu geben, es konnte jedoch nicht trinken, sie machte ein Bett für das Wesen, das Wesen konnte aber weder stehen, sitzen noch liegen. Ninmaḫ musste eingestehen, dass sie nicht wusste, was sie mit Ummu'ul machen sollte und gab sich im Wettstreit geschlagen.